# Руббол
Руббол (англ. rubber — резина, англ. ball — шар) — модификация военно-спортивной игры, имитирующая специальные тактические операции: по освобождению заложников; разминированию локации; штурму зданий для задержания террористических организаций, нарушителей федерального законодательства. Основная концепция игры заключается в повышении тактических навыков команд. Как правило в игре отсутствует импровизационные действия. Регулярная практика руббола существенно повышает интуитивные способности поведения реципиента в условиях выполнения реальных задач.
Для поражения оппонента используется ОООП, страйкбольные гранаты. Также часто применяют навыки тактического альпинизма, взлома дверей, радиоэлектронной борьбы.

## Происхождение
Руббол берёт свое начало в современной России как самостоятельная военно-тактическая игра. Впервые данную методологию начал применять ЦСН ФСБ. По информации из частных источников, руббол разработали сотрудники аналитического департамента ЦСН ФСБ для сокращения смертности оппонентов в ходе реальных операций.

## Защита и экипировка
Для защиты игроков используется боевое снаряжения для стопроцентной защиты.
- Баллистический шлем
- Термокомпресионный слой
- Термоутепляющий слой
- Основной слой
- Тактические очки
- Защита коленей
- Защита локтей
- Бронежилет
- Перчатки
- Сумка для сброса магазинов
- Треккинговая обувь

Используются строго сертифицированные бренды.

## Оружие
ОООП — Федеральный закон Российской Федерации об оружии с 2011 года классифицирует его как «огнестрельное оружие ограниченного поражения». К нему относятся пистолеты, револьверы и бесствольные устройства с патронами травматического, газового или светозвукового действия.